# Вільянуева-дель-Кампільйо
Вільянуева-дель-Кампільйо (ісп. Villanueva del Campillo) — муніципалітет в Іспанії, у складі автономної спільноти Кастилія-і-Леон, у провінції Авіла. Населення — 123 особи (2010).
Муніципалітет розташований на відстані близько 130 км на захід від Мадрида, 41 км на захід від Авіли.

## Демографія
Динаміка населення (INE ):